# 安察盧瓦區
16°9′S 46°37′E / 16.150°S 46.617°E

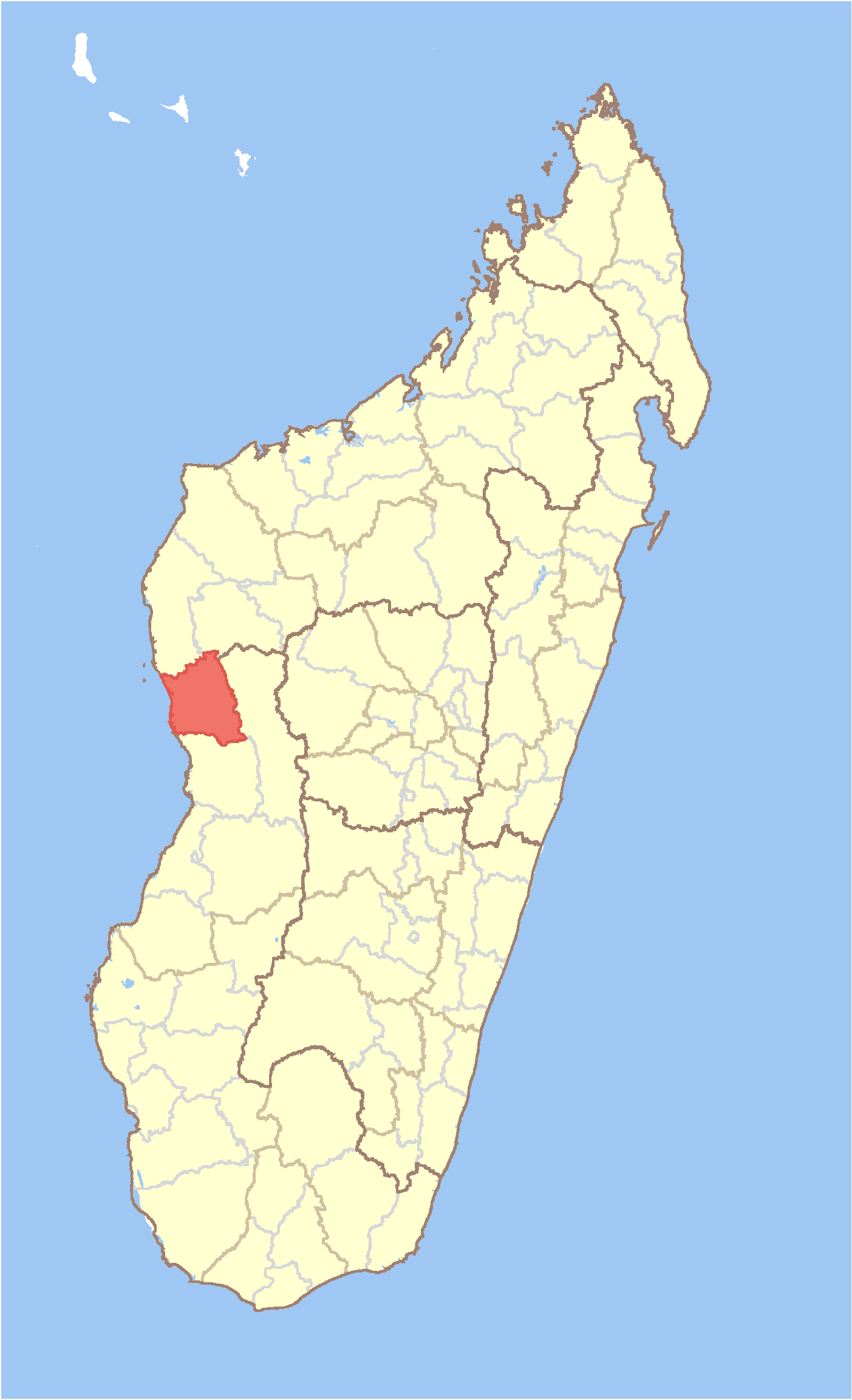

安察盧瓦區，是馬達加斯加的行政區，位於該國西部，由梅拉基區負責管轄，首府設於安察盧瓦，面積7,195平方公里，2011年人口55,280，人口密度每平方公里7人。